# Dlužník
Dlužník (latinsky debitor) je subjekt práva povinný ze závazkového právního vztahu k plnění vůči věřiteli. Věřitel má pohledávku za dlužníkem, dlužník má dluh vůči věřiteli. Dlužníkem může být jak fyzická, tak právnická osoba. V případě, že dlužník neuhradí dlužnou částku do stanoveného termínu, stává se z něj neplatič.
Dlužník dlužníka se nazývá poddlužník.
Pokud dlužník svůj dluh neřeší včas, může dojít až k exekuci. Výzkumy Exekutorské komory ČR uvádí, že nejvíce exekucí se vykonává v Praze, Moravskoslezském kraji a na severu Čech.

## Směnečný dlužník
Směnečným dlužníkem se osoba stává v případě, kdy došlo k uzavření závazku pomocí směnky. Na směnce musí být stanoveno, do kdy má být dlužná částka uhrazena. Toto datum musí být bez odkladu dodrženo. Směnečný dlužník se může změnit když je směnka prodána jiné osobě.